# تاريخ البكيني
تاريخ البكيني يعود إلى التاريخ القديم. حيث وجدت رسوم من روما القديمة تظهر نساء بلباس كالبكيني اثناء المسابقات الاولمبية، ووجدت في عدة مواقع، واشهرها في فيلا رومانا ديل كاسالي. المهندس الفرنسي لويس ريارد هو من اخترع البكيني الحديث. وعرضته ميشلين برنارديني في 5 تموز 1946. وسماه بكيني نسبة إلى جزيرة بيكيني التي جرى فيها تجربة نووية.

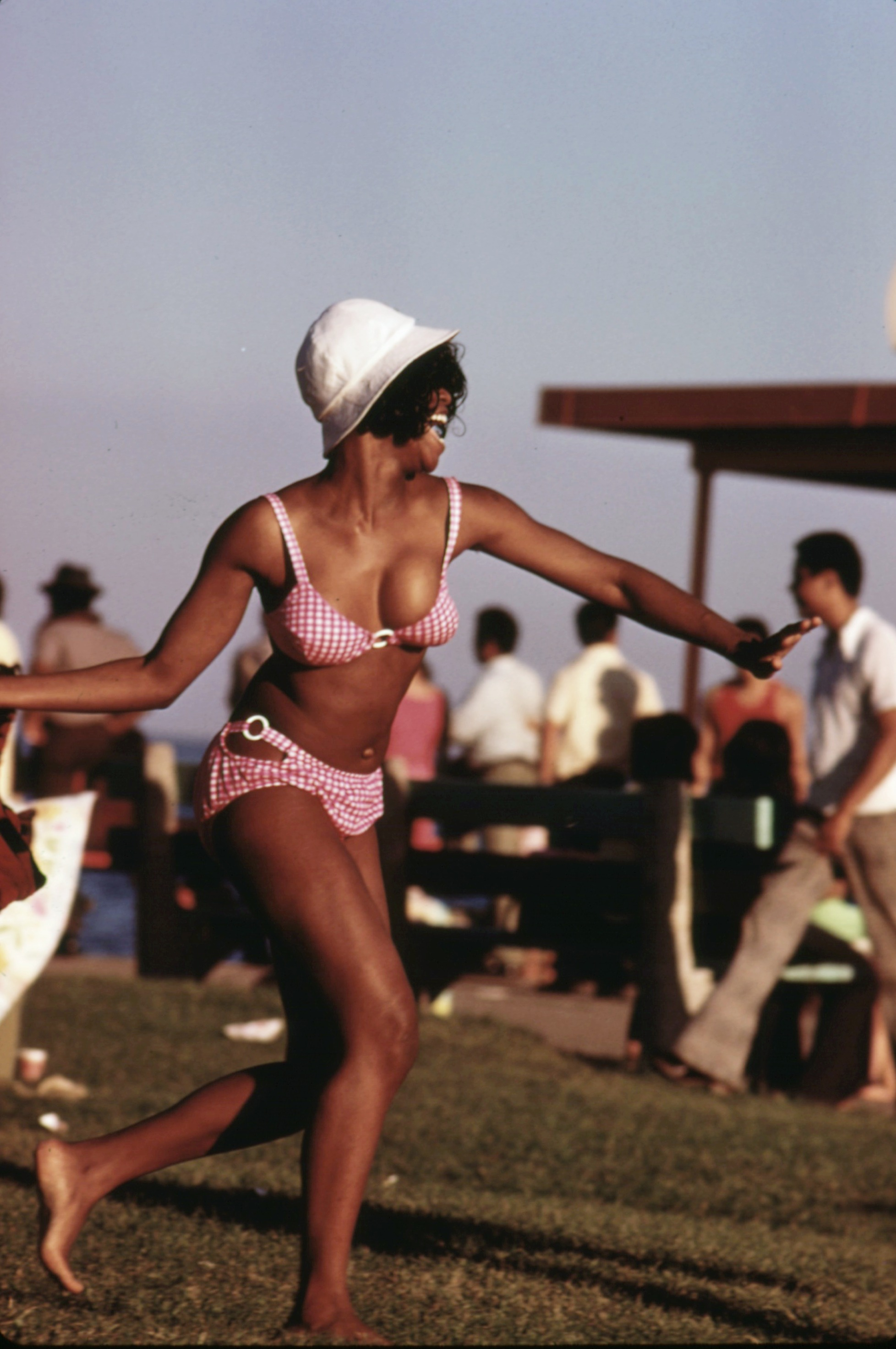
امرأة ترتدي البكيني في شيكاغو عام 1973

اعجبت النساء الفرنسيات بالتصميم، لكن الكنيسة الرومانية الكاثوليكية وبعض وسائل الاعلام وفئات المجتمع عارضت واعتبرته فاضح وغير لائق. واضيف كفقرة في مسابقة ملكة جمال العالم في عام 1951، ثم تم منعه من المسابقة لاحقاً. الممثلة بريجيت باردو اثارت الاهتمام بالبكيني مرة أخرى بعد أن عملت جلسة تصوير على الشاطئ وهي تلبسه اثناء مهرجان كان السينمائي في عام 1953. وممثلات اخريات كريتا هيوارث وآفا غاردنر اثارين اهتمام الصحافة بالبكيني بعد جلسات تصوير وهن يلبسنه في بدايات الستينات. وظهور التصميم على غلاف مجلة بلاي بوي ومجلات أخرى اضاف له شيء من الشرعية والقبول. وفي فيلم من بطولة أورسولا أندريس وراكيل ولش تحول البكيني إلى رمز للجنس العالمي وعرف كمظهر من مظاهر الستينات.

## في العصور القديمة

### ما قبل روما

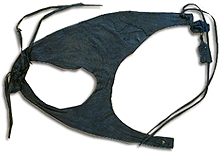
جلد ثونغ يعود لفقرة بريطانيا الرومانية

في العصر النحاسي حوالي 5600 قبل الميلاد، في أم الالهة كاتالويوك، وهي مستوطنة قديمة كبيرة في جنوب الأناضول، تم تصوير اثنين من النمور يرتدي زي يشبه إلى حد ما البكيني. وظهرت ملابس من قطعتين تلبسها النساء في الألعاب الاولمبية في ايثنا وقد رسمت في 1400 قبل الميلاد.